# Cinclosoma alisteri
Cinclosoma alisteri là một loài chim trong họ Cinclosomatidae.